# Equipe paquistanesa na Copa Davis
A equipe paquistanesa na Copa Davis representa o Paquistão na Copa Davis, principal competição de tênis masculina por equipes do mundo. É administrada pela Pakistan Tennis Federation.